# 张泓
張泓，五胡十六国時代前燕人物。
337年九月，鮮卑慕容部大人慕容皝自称燕王，建立前燕政权。任命文武諸官。張泓位列主要的汉族官僚。封弈为国相，韓寿为司马，裴開为奉常，陽騖为司隶，王寓为太仆，李洪为大理，杜群为纳言令，劉瞻、宋該、石琮为常伯，皇甫真、阳协为冗骑常侍，封裕为记室监。張泓和宋晃、平熙担任将军。